# Whangaparaoa (fleuve)
Le fleuve Whangaparaoa  (en anglais : Whangaparaoa River) est un cours d’eau de la région de  Gisborne dans l’Île du Nord de la Nouvelle-Zélande.

## Géographie
Il s’écoule vers le nord-ouest à partir de la chaîne de Raukumara pour atteindre la  Baie de “ Whangaparaoa Bay”, une indentation de la partie tout à fait à l’est de la 'Bay of plenty ou Baie de l’Abondance', à 5 km au sud de Cap Runaway.